# Mehmke
Mehmke is een plaats en voormalige gemeente in de Duitse deelstaat Saksen-Anhalt, en maakt deel uit van de Landkreis Altmarkkreis Salzwedel.
Mehmke telt 284 inwoners.

## Indeling voormalige gemeente

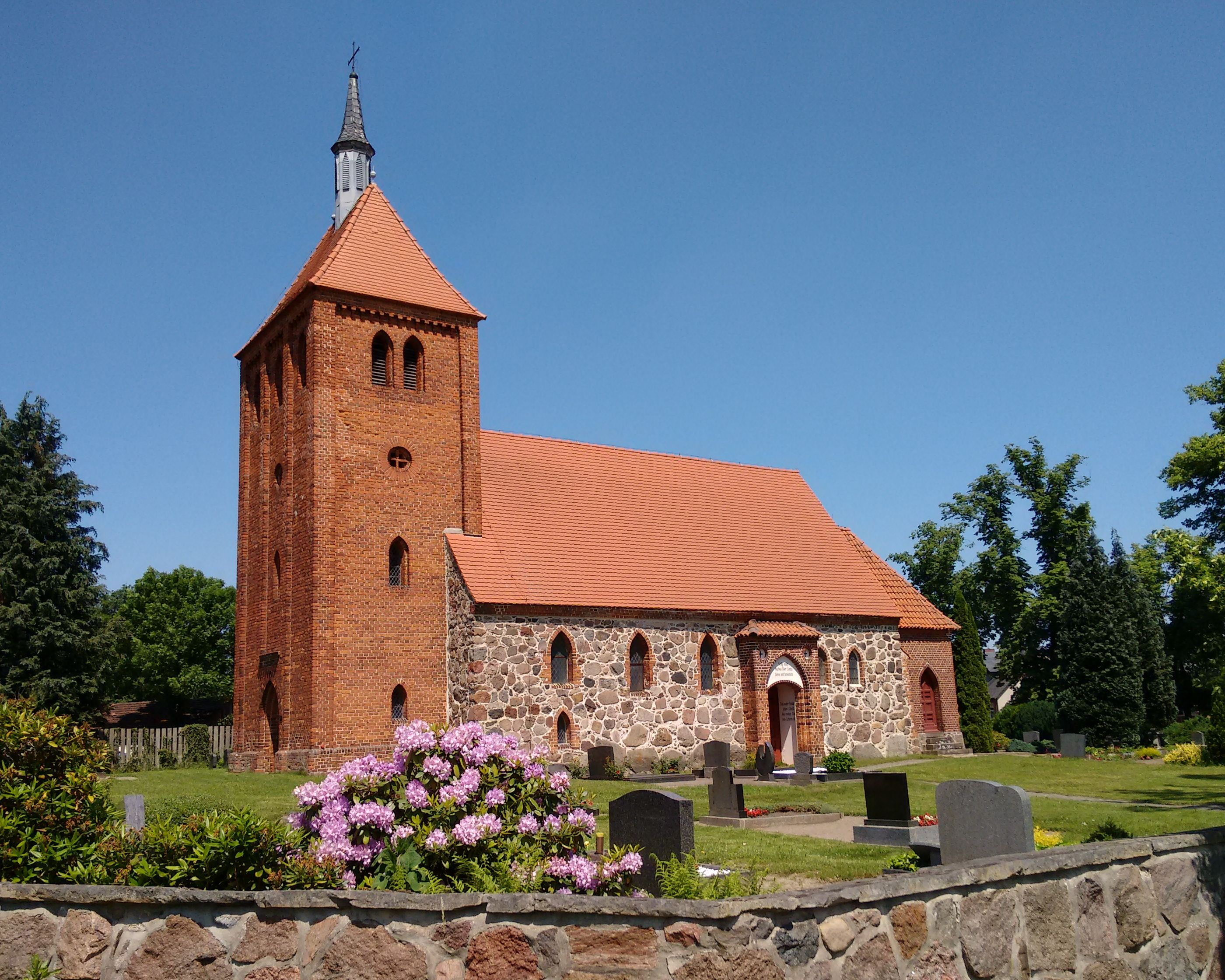
Kerk

De voormalige gemeente bestond naast de kern Mehmke uit de volgende Ortsteile:
- Hohengrieben sinds 1-7-1950
- Wüllmersen sinds 1-1-1973